# SAPGUI
SAP GUI — ГИП — клиент в трёхуровневой архитектуре SAP R/3. Интерфейс SAP GUI реализован на основе Windows Style Guide, стандартов EG 90/270 и ISO9241, определяющих эргономику интерфейсов.
SAP GUI (англ.) является универсальным клиентом SAP для доступа к  функциям SAP приложений, таких как SAP - SAP ERP, SAP Business Suite (SAP CRM, SAP SCM и SAP PLM), SAP Business Intelligence и так далее. SAP GUI функционирует как браузер. Он получает информацию с сервера как и SAP, что, где, когда и как, чтобы отобразить содержимое в своем окне. Все члены семейства SAP GUI имеют уникальные свойства, которые делают их особенно подходящими для различных пользовательских сред.